# Боргорато Мормороло
Боргора̀то Морморо̀ло (на италиански: Borgoratto Mormorolo, на местен диалект: Burgrat, Бурграт) е село и община в Северна Италия, провинция Павия, регион Ломбардия. Разположено е на 326 m надморска височина. Населението на общината е 427 души (към 2017 г.).